# Charlie 3
Charlie 3 es power trio de rock argentino formado en el año 1995, en Villa Devoto. Su estilo está ligado al punk rock, skate punk, punk melódico combinado con pop rock. Comenzaron su carrera con el nombre de Charlie Brown y desde el año 2002, se los conoce con su actual nombre.

## Historia

### Etapa como Charlie Brown
La banda se formó en el año 1995 y un año después, grabaron un EP de cuatro canciones, llamado Simple #1. Grabaron su primer trabajo discográfico importante en el año 1997, titulado Three; álbum debut que combina melodías hardcore y punk con letras con mensaje positivo. El nombre del grupo, surgió cuando sus integrantes, andaban en skate en su barrio natal, Villa Devoto. El trío estaban vinculados con el skate rock, el skateboarding y al movimiento del punk californiano:

Esas épocas fueron la base de nuestra amistad. Éramos un grupo grandísimo de skaters, y anduvimos hasta el día de hoy, que salimos no tan seguido, pero nunca nos bajamos de las tablas.
Esteban Zunzunegui en 2006.

En el año 1999, lanzaron su segunda producción titulado My own garden (Mi único jardín, en español). Un año más tarde, el grupo es convocado por el ex Soda Stereo, el bajista Zeta Bossio; para integrar un compilado editado por la compañía discográfica Sony Music. En el 2001 fueron invitados a tocar un tema con la banda estadounidense, Bad Religion en su visita a la Argentina. . El tema "Change of ideas" formó parte de un compilado homenaje a la banda estadounidense realizado de forma independiente por bandas del under de Argentina y Latinoamérica. 
Durante este proceso, formaron parte de muchos festivales de rock como: Quilmes Rock, Pepsi Music, Gessell Rock, Vans rock&ramp, Resistance tour y muchos más. Además de compartir escenario con muchas bandas consagradas como Attaque 77, El Otro Yo, Cadena Perpetua, Los Violadores, Massacre, Carajo, A.N.I.M.A.L., entre otros.

### Cambio de nombre
Luego de girar durante tres años con el nombre de Charlie Brown, por el underground porteño y cantando completamente en inglés; en el año 2002 la banda debió renombrarse como Charlie 3. La razón de esta decisión por parte de la banda por cambiarse el nombre, se debió a que sus integrantes querían cantar en español.  Simultáneamente lanzaron su primer disco en español, Lucero; con la producción de Zeta Bossio e inaugurando el sello Alerta! Discos.

### Desamor
Con una propuesta similar, lanzaron Desamor en el año 2006, distribuido por EMI. El corte difusión fue la canción «Como un viento», que tuvo mucha difusión. Gracias a este material, la banda ganó masividad.  La gira Desamor tour, sumó un escalón más a la recorrida: tocaron en México, donde la banda además de dar varios shows en el DF; recibieron el Premio MTV en 2006, a mejor banda independiente de Latinoamérica en la gala realizada en el Palacio de los Deportes.
En el año 2009, la banda realizó la gira Tour not Dead; donde recorrieron todos los barrios del conurbano bonaerense y Capital Federal, presentando su primer DVD de videoclips titulado Videos not Dead.

### Brilla Øscuro
En el año 2010, la banda editó su quinto trabajo discográfico, titulado Brilla Øscuro, un disco que contó con la participación de María Fernanda Aldana (cantante y bajista de El Otro Yo) y coproducido artísticamente por el ingeniero Álvaro Villagra (productor del grupo La Renga). Las canciones «El vidrio» y «Subir al cielo», fueron los que más difusión tuvieron.
En el año 2013, la banda editó un disco titulado Covers & Lados B, que contiene cuatro tracks, con versiones de sus propias canciones, desde la primera época de sus formación en Charlie Brown y versiones de como la popular canción mexicana de José Alfredo Jiménez, «El Rey» en versión rock y «Change of ideas» de Bad Religion.

### Estilo
El estilo de musical de Charlie 3, proviene en si, de grupos alternativos como Green Day, Blink 182 y Radiohead. Estas tendencias, proponen un sonido punk, con influencias del rock alternativo de los años 90’s y suma líricas profundas, con contenido social y personal.

## Integrantes
| Nombre completo           | Apodos | Fecha de nacimiento     | Origen       | Instrumento | Periodo de actividad |
| ------------------------- | ------ | ----------------------- | ------------ | ----------- | -------------------- |
| Esteban Julián Zunzunegui | Pelado | 7 de noviembre de 1976  | Villa Devoto | Bajo y voz  | 1995-presente        |
| Martín Hernán Dócimo      | Peko   | 14 de marzo de 1976     | Villa Devoto | Guitarra    | 1995-presente        |
| Pablo Francisco Florio    | Birdy  | 31 de diciembre de 1975 | Villa Devoto | Batería     | 1995-presente        |

## Discografía

### Como Charlie Brown
| Año  | Nombre del álbum | Discográfica  | Tipo de álbum |
| ---- | ---------------- | ------------- | ------------- |
| 1996 | Simple #1        | Independiente | EP            |
| 1997 | Three            | Independiente | En estudio    |
| 1999 | My own garden    | Independiente | En estudio    |

### Como Charlie 3
| Año  | Nombre del álbum | Discográfica   | Tipo de álbum |
| ---- | ---------------- | -------------- | ------------- |
| 2002 | Lucero           | Alerta! Discos | En estudio    |
| 2006 | Desamor          | EMI            | En estudio    |
| 2010 | Brilla Øscuro    | Del Abasto     | En estudio    |

|2017 || Vendras ||X El Cambio Records || En estudio
|}
|2020 || Acustico en Vivo ||Berlina vorterix || En Vivo

## DVD
| Año  | Nombre del álbum | Discográfica  | Tipo de álbum |
| ---- | ---------------- | ------------- | ------------- |
| 2009 | Videos not Dead  | Independiente | DVD           |

### Álbumes tributos
| Año  | Nombre del álbum | Discográfica  | Tipo de álbum |
| ---- | ---------------- | ------------- | ------------- |
| 2013 | Covers & Lados B | Independiente | En estudio    |

## Premios

### Premios MTV
| Año  | Trabajo nominado | Categoría                               | Resultado |
| ---- | ---------------- | --------------------------------------- | --------- |
| 2006 | «Desamor»        | Mejor grupo independiente Latinoamérica | Ganador   |